# Coryphantha pycnacantha
Coryphantha pycnacantha är en kaktusväxtart som först beskrevs av Carl Friedrich Philipp von Martius, och fick sitt nu gällande namn av Lem.. Coryphantha pycnacantha ingår i släktet Coryphantha, och familjen kaktusväxter. Inga underarter finns listade i Catalogue of Life.

## Bildgalleri

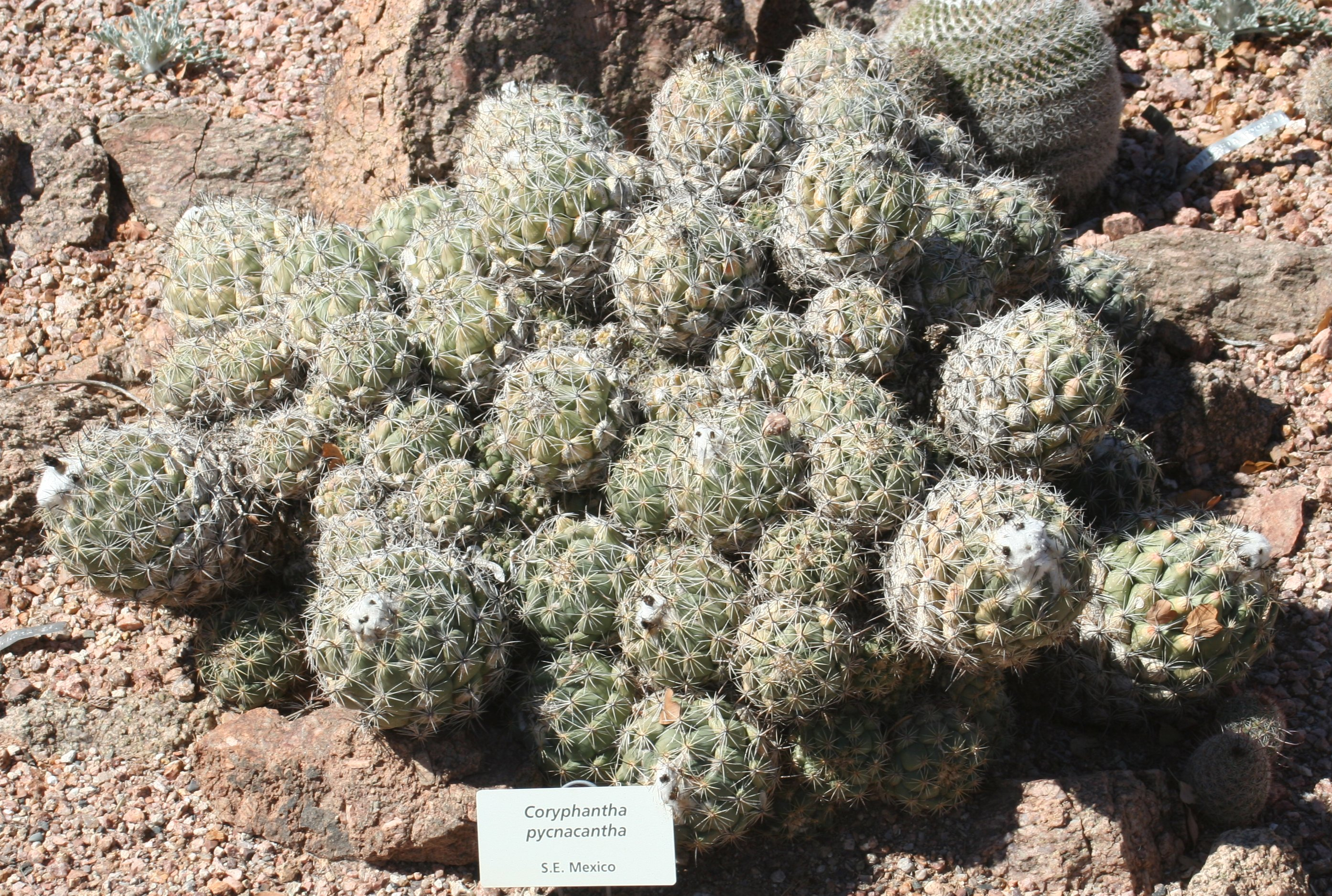
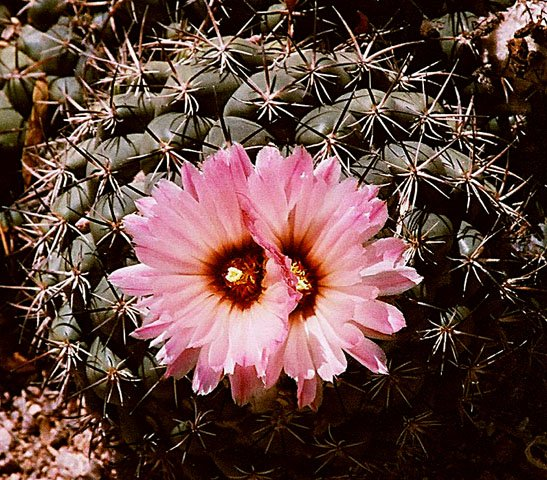